# 社会保障
社会保障（英語：Social Security），指社会保险或社會保障机制，可幫助公民面对某些社会风险的政策。如：失业、疾病、事故、衰老、死亡等，或是保障基本的生存资源如教育、医疗等情况。社会保障一般包括社会保险、社会互助、社会福利等内容。现代社会保险由奥托·冯·俾斯麦于19世纪在德国创立。

## 各地社會保險

### 美國
- 联邦社会安全保障金
- 401k退休福利計畫

### 古代中国
中国古代的社会保障水平较低，例如对老年人有给予食品，免除徭役等手段，對孤兒則設養濟院扶養。

### 中華民國
2018年3月，由衛生福利部主導開始推動社會安全網計畫。

### 中華人民共和國
1993年召開的十四屆三中全會提出要建立社会保障制度。目前具体社保构成比例为：
- 养老保险：企业单位从业人员单位缴纳21%，个人缴纳 8%；事业单位的公职人员由全国纳税人代为缴纳；包括失业人员在内的自费投保者个人缴纳100%；事业单位退休人员与非事业单位退休人员目前的养老保险标准差距大概是300%～500%；
- 医疗保险：从业人员单位缴纳9%，个人缴纳2%外加10元；参与失业保险的下岗人员由当地社保部门代为缴纳；包括失业人员在内的自费投保者个人缴纳100%；
- 失业保险：单位缴纳2%，个人缴纳 1%；
- 工伤保险：单位缴纳0.5%；
- 生育保险：单位缴纳0.8%；
- 住房公积金：单位缴纳8%，个人缴纳 8%；
- 单位缴纳的社保比例：21%+9%+2%+0.5%+0.8%+8%=41.3%
- 个人缴纳的社保比例：8%+2%+10元+1%+8%=19%+10元

### 香港
- 公共房屋
- 公營醫療
- 免費教育：十二年小學及中學免費教育
- 綜援：政府主理安全網制度

以上是香港社會保障「四大支柱」。
此外2000年開始實行强积金，強制由僱員及僱主共同供款之退休金制度。

### 澳門
- 社會保障基金

### 西班牙
1978年西班牙憲法的第41條規定：“公共當局應保持公共社會保障的利益普及所有公民，保證足夠的社會援助在情況必要時，特別是在失業之下援助和福利應當是免費的。“西班牙社會保障法目的是確保人們所最低生存的程度（即一個家庭沒有收入下可以存活；以待家中有人找到下一個工作）避免突發狀況使人失去生存權的法律。
施行細則中最重要的法源是，社會保障在西班牙是受敕令法第1條(1994年6月20日立法)修正案的保障。這條規則已經修改多次，所以它是一個更新的版本或資料庫式的法條。
其中適用西班牙社福制度的給付對象，包括西班牙人和居住在西班牙外國人或者是居住在西班牙法律管轄區者，凡是以下身分：
- 就業工人
- 自僱人士或獨立工作者
- 委員或工人合作社相關的工作者
- 學生
- 官員

都是突發狀況失去上述身分後可以請領各種福利內容的給付對象，以上不管是不是西班牙國民都視同西班牙國民。
可以請領的社會保障金包括：
- 疾病和生產津貼
- 殘障津貼
- 老年津貼
- 寡婦津貼
- 工業事故和職業病津貼
- 死亡津貼
- 失業津貼
- 特殊情況家庭之津貼
- 各行政區或自治區自訂津貼

## 社會保險和社會保障的比較
社會保險（social insurance）在一戰以前只是一個廣泛的概念，早期曾被人提及，但是仍不具備完善的系統性，也沒有被納入任何實際性的長期計畫。只有相對較少的國家擁有社會保險計畫，這些計畫的涵蓋範圍相當有限。第一次世界大戰發生時（1919~1924），國家社會保險的保障範圍延伸到外籍勞工、農業勞動者以及提供失業和生育津貼。到了1920年代中期，國際勞工組織（ILO）加速推動社會保險政策，使全世界大部分的地區對於這個政策越來越感興趣，但是在第一次世界大戰結束後，生活成本的增加，降低了社會保險計畫的效率，因此各地國家政府開始推動改革、立法創新。
两次世界大战期间，除了工傷事故之外，疾病保險也被列為主要優先事項，然而大量新增的養老、醫療、住房和復健方面的需求需要相當大的公共支出，為了幫助各個國家解決此項問題，在兩次世界大戰之間國際勞工組織（ILO）推動了強制提撥的社會保險模式。
第二次世界大戰是全球福利改革情勢的重要時期，就像第一次世界大戰一樣，使社會和經濟生活发生根本改變，並且更加清楚地表達公平與民主的願景。此時，國際勞工組織（ILO）從社會保險的模式跳脫出來，轉變成一種更加整合社會的概念－社會安全(social security)。社會安全措施的延伸可以提供基本收入給需要這種保障和綜合性醫療保健的所有人。並且在1944年的國際勞工大會通過兩項建議：收入安全建議書（the Income Security Recommendation）（編號67）和醫療保健建議書（the Medical Care Recommendation）（編號69），此舉明確強調社會安全是全體公民的基本與普遍的權利。
在第二次世界大戰之後，社會保險和社會安全的基礎得到整合，利用社會保險的強制提撥方式，進行社會安全的規劃。而社會保險與社會安全不同的地方在於社會保險所涉及到的範圍為可能面臨的各種風險，例如：工人可能會投保的範圍為疾病、生育、失能、老年和失業等。社會安全則针对那些有需要提撥但不屬於強制性社會保險的照顧範圍的对象，例如受撫養的子女與具有需求的殘疾失能人士，以及老年人與寡婦等，也就是所謂的社會救助。
後來，從「社會安全信條」的角度來看，國際勞工組織(ILO)社會安全專家之一的蓋伊·佩林（Guy Perrin）認為這是「在全新的架構裡」尋求社會保險和社會救助兩者的調和，他期待國際勞工組織(ILO) 在二十世紀下半葉的社會安全國際化的過程裡，能夠開創新局，扮演好新的角色。

## 另見
- 最低所得保障
- 社會保險
- 社會福利
- 失業救助
- 無條件基本收入
- 退休金

## 延伸阅读
[在维基数据编辑]
 《世界人权宣言》
 《欽定古今圖書集成·經濟彙編·禮儀典·養老部》，出自陈梦雷《古今圖書集成》